# Caribbean Broadcasting Corporation
Caribbean Broadcasting Corporation (CBC) é uma emissora de TV de propriedade do governo localizado em Saint Michael, Barbados .

A Emissora opera no canal 8 é a única legalmente licenciada, para transmissão de canais de televisão no país de Barbados. A empresa também possui e opera três emissoras de rádio estações: Rádio CBC em 94,7 MHz FM e 900 kHz AM, The One em 98,1 MHz FM, e Q-100,7, 100,7 MHz em FM.

Além da televisão e da rádio, a CBC opera um serviço de Tv por Assinatura chamado Multi-Escolha TV (MCTV), que oferece muitas estações de televisão de todo o mundo, incluindo os Estados Unidos, Canadá, Europa, o Caribe e América Latina .